# Avatar: Music from the Motion Picture
Avatar: Music from the Motion Picture – ścieżka dźwiękowa do filmu Jamesa Camerona Avatar. Została skomponowana przez Jamesa Hornera. Podstawowa wersja zawiera 14 utworów, w tym I See You (Theme from Avatar), wykonywany przez Leonę Lewis. Wersja deluxe zawiera dodatkowe 6 utworów.

## Informacje o albumie
James Horner podczas nagrywania Avatar: Music from the Motion Picture, po raz trzeci współpracował z Jamesem Cameronem, wcześniej przy filmie Titanic i Obcy - decydujące starcie. Nagrany został mały refren, śpiewany w języku Na'vi – Horner współpracował z Wandą Bryant, etnomuzykologiczką.

## I See You
Głównym utworem zamieszczonym na ścieżce dźwiękowej jest I See You, wykonany przez Leonę Lewis, a napisany przez Jamesa Hornera, Simona Franglena i Kuka Harrella. Wydany został 3 grudnia 2009 roku. Producentami są James Horner i Simon Franglen. Nagrany został klip do utworu, reżyserowany przez Jake'a Navę.

## Lista utworów
Oto pełna lista utworów:
1. "You Don't Dream in Cryo. ...."
2. "Jake Enters His Avatar World"
3. "Pure Spirits of the Forest"
4. "The Bioluminescence of the Night"
5. "Becoming One of "The People" Becoming One with Neytiri"
6. "Climbing Up "Iknimaya – The Path to Heaven""
7. "Jake's First Flight"
8. "Scorched Earth"
9. "Quaritch"
10. "The Destruction of Hometree"
11. "Shutting Down Grace's Lab"
12. "Gathering All the Na'vi Clans for Battle"
13. "War"
14. "I See You (Theme from Avatar)"
15. "Pandora" (Utwór bonusowy)
16. "Viperwolves Attack" (Utwór bonusowy)
17. "Great Leonoptryx" (Utwór bonusowy)
18. "Escape from Hellgate" (Utwór bonusowy)
19. "Healing Ceremony" (Utwór bonusowy)
20. "The Death of Quaritch" (Utwór bonusowy)

## Nominacje
67. gala Złotych Globów – nominacja "I See You" w kategorii "Najlepsza piosenka"

82. ceremonia wręczenia Oscarów – nominacja w kategorii "Najlepsza muzyka".

## Pozycje na listach
| Lista                      | Najwyższa pozycja |
| -------------------------- | ----------------- |
| Australijska lista         | 89                |
| Austriacka lista           | 11                |
| Belgijska lista (Flandria) | 37                |
| Belgijska lista (Walonia)  | 55                |
| Holenderska lista          | 74                |
| Francuska lista            | 19                |
| Francuska lista (Digital)  | 1                 |
| Niemiecka lista            | 10                |
| Grecka lista               | 10                |
| Meksykańska lista          | 69                |
| Hiszpańska lista           | 75                |
| Szwajcarska lista          | 9                 |
| Lista Billboard 200 (USA)  | 31                |
| Billboard Digital          | 4                 |
| Billboard Soundtrack       | 5                 |